# Mỹ Thuận, Vĩnh Long
Mỹ Thuận là một xã thuộc tỉnh Vĩnh Long, Việt Nam.

## Địa lý
Xã Mỹ Thuận có vị trí địa lý:
- Phía đông giáp xã Song Phú.
- Phía tây giáp xã Tân Lược.
- Phía nam giáp phường Bình Minh và xã Tân Quới.
- Phía bắc giáp xã Tân Nhuận Đông (tỉnh Đồng Tháp).

Xã Mỹ Thuận có diện tích 56,01 km², dân số năm 2025 là 29.312 người, mật độ dân số đạt 496 người/km².

## Lịch sử
Ngày 16 tháng 6 năm 2025, Ủy ban Thường vụ Quốc hội ban hành Nghị quyết số 1687/NQ-UBTVQH15 về việc sắp xếp các đơn vị hành chính cấp xã của tỉnh Vĩnh Long năm 2025. Theo đó, sắp xếp toàn bộ diện tích tự nhiên, quy mô dân số của các xã Thành Trung, Mỹ Thuận và Nguyễn Văn Thảnh thành xã mới có tên gọi là xã Mỹ Thuận.
Sau khi sáp nhập, xã Mỹ Thuận có 56,01 km² diện tích tự nhiên và dân số 29.312 người.

## Hành chính
Xã Mỹ Thuận được chia thành 8 ấp: Kinh Mới, Mỹ Tân, Mỹ Thạnh A, Mỹ Thạnh B, Mỹ Thạnh C, Mỹ Trung A, Mỹ Trung B, Mỹ Tú.